# Evil Angel
Pour les articles homonymes, voir Evil Angel (film, 2009).
Evil Angel est une société de production, distribution de films pornographiques américaine implantée à Los Angeles en Californie.

## Histoire
Elle a été fondée en 1989 par John Stagliano. Evil Angel distribue les productions de Belladonna, Rocco Siffredi, Manuel Ferrara, Lexington Steele, Jonni Darkko...

## Vidéothèque sélective
- Ass Worship

## Récompenses
- 1992 AVN Award - 'Best Film' for Wild Goose Chase

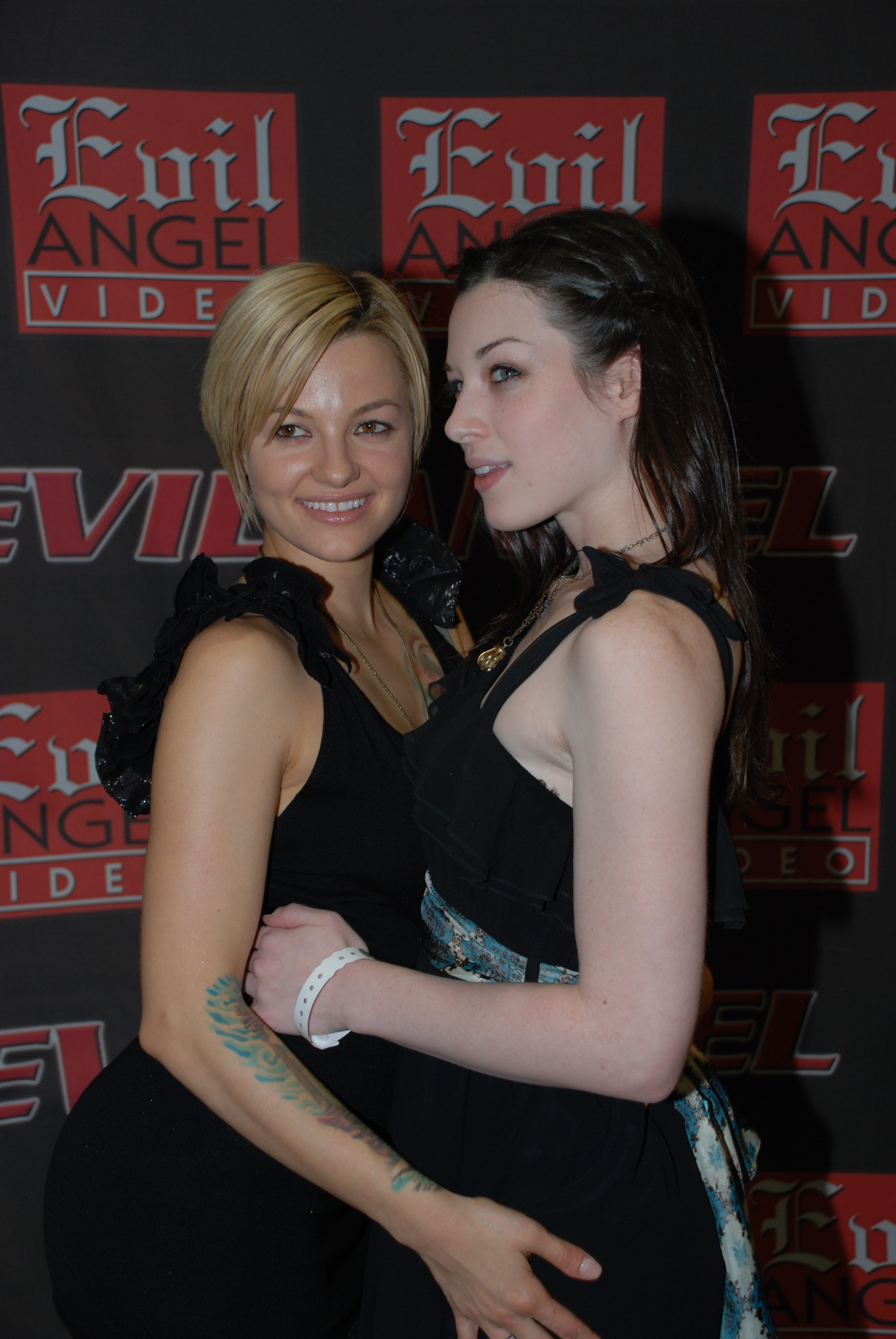
Belladonna et Stoya au Erotica LA 2009.

- 1993 AVN Award - 'Best Film' for Face Dance, Parts I & II
- 1997 AVN Award - 'Best Gonzo Series' for Butt Row
- 1997 AVN Award - 'Best Continuing Video Series' for The Voyeur
- 1998 AVN Award - 'Best Video Feature' for Buda
- 1998 AVN Award - 'Best Continuing Video Series' for Fresh Meat
- 1999 AVN Award - 'Best Transsexual Release' for The Big-Ass She-Male Adventure
- 2000 AVN Award - 'Best Continuing Video Series' for The Voyeur
- 2000 AVN Award - 'Best Anal-Themed Series' for Rocco's True Anal Stories
- 2000 AVN Award - 'Best Transsexual Release' for Rogue Adventures 3: Big-Ass She-Male Adventure
- 2001 AVN Award - 'Best Gonzo Series' for Please!
- 2001 AVN Award - 'Best Anal-Themed Series' for Rocco's True Anal Stories
- 2001 AVN Award - 'Best Transsexual Release' for Rogue Adventures 3: Big-Ass She-Male Adventure 7
- 2002 AVN Award - 'Best Anal-Themed Series' for Rocco's True Anal Stories
- 2002 AVN Award - 'Best Transsexual Release' for Rogue Adventures 13
- 2002 AVN Award - 'Best Gonzo Series' for Buttman
- 2002 AVN Award - 'Best Continuing Video Series' for Animal Trainer
- 2003 AVN Award - 'Best Anal-Themed Series' for Ass Worship
- 2003 AVN Award - 'Best Video Feature' for The Ass Collector
- 2003 AVN Award - 'Best Film' for The Fashionistas
- 2004 AVN Award - 'Best DVD' for The Fashionistas
- 2003 AVN Award - 'Best Gonzo Series' for The Voyeur
- 2003 AVN Award - 'Best Transsexual Release' for Rogue Adventures 15
- 2004 AVN Award - 'Best Oral-Themed Feature' for Feeding Frenzy 2
- 2004 AVN Award - 'Best Anal-Themed Series' for Ass Worship
- 2004 AVN Award - 'Best Gonzo Series' for Service Animals
- 2004 AVN Award - 'Top Renting Release of the Year' for The Fashionistas
- 2004 AVN Award - 'Best Transsexual Release' for She-Male Domination Nation
- 2005 AVN Award - 'Best Vignette Release' for Tales From the Crack
- 2005 AVN Award - 'Best Anal-Themed Series' for Ass Worship
- 2006 AVN Award - 'Best Pro-Am Release' for Rocco's Initiations 9
- 2006 AVN Award - 'Best Vignette Release' for Vault of Whores
- 2006 AVN Award - 'Best Gonzo Series' for Service Animals
- 2006 AVN Award - 'Best Transsexual Release' for Rogue Adventures 24
- 2007 AVN Award - 'Best Transsexual Release' for Rogue Adventures 27
- 2007 AVN Award - 'Best Specialty Release - Fem-Dom Strap-On' for Strap Attack 4
- 2007 AVN Award - 'Best Specialty Series - Big Bust' for Boob Bangers
- 2008 XBIZ Award - 'Best Studio'
- 2008 AVN Award - 'Best Continuing Video Series' for Belladonna: Manhandled
- 2008 AVN Award - 'Best POV Release' for Fucked on Sight 2
- 2008 AVN Award - 'Best POV Series' for Fucked on Sight
- 2008 F.A.M.E. Awards - 'Favorite Studio'
- 2009 AVN Award - 'Best Anal-Themed Series' - tie between Evil Anal and Butthole Whores [84]
- 2009 AVN Award - 'Best Foot Fetish Release' for Belladonna's Foot Soldiers
- 2009 AVN Award - 'Best Gonzo Series' for Slutty and Sluttier
- 2009 AVN Award - 'Best Oral-Themed Release' for Blow Job Perversion
- 2009 AVN Award - 'Best Oral-Themed Series' for Face Fucking, Inc.
- 2009 AVN Award - 'Best Specialty Release - Other Genre' for Milk Nymphos 2
- 2011 XBIZ Award - 'Gonzo Release of the Year - Non-Feature' for Tori, Tarra and Bobbi Love Rocco
- 2012 XBIZ Award - 'Gonzo Release of the Year' for Phat Bottom Girls
- 2012 XBIZ Award - 'Fetish Release of the Year' for Odd Jobs 5
- 2012 XBIZ Award - 'Latin-Themed Release of the Year' for Made in Xspana 7
- 2012 XBIZ Award - 'European Non-Feature Release of the Year' for Slutty Girls Love Rocco 3
- 2012 XBIZ Award - 'Transsexual Release of the Year' for She-Male Police 2
- 2013 XBIZ Award - 'European Non-Feature Release of the Year' for Slutty Girls Love Rocco

## Personnalités

### Actrices produites
- Adriana Chechik
- Aiden Starr
- Aidra Fox
- Alexis Texas
- Ana Foxxx
- Anikka Albrite
- Ann Marie Rios
- Ariana Marie
- Ashley Fires
- Ava Addams
- Belladonna
- Bree Daniels
- Brett Rossi
- Cadence Lux (es)
- Candice Dare (es)
- Chanel Preston
- Chanell Heart (es)
- Chastity Lynn
- Cherie DeVille
- Dana DeArmond
- Dana Vespoli
- Dani Daniels
- Dani Jensen
- Danica Dillon
- Darla Crane
- Elsa Jean
- Eufrat
- Eva Angelina
- Francesca Le
- Gabriella Paltrova (es)
- Gianna Michaels
- Ginger Banks
- Gracie Glam
- Heather Starlet
- Henessy (es)
- Hope Howell (arz)
- Ivana Sugar
- Jenna Sativa
- Jill Kassidy
- Jodi Taylor (es)
- Katie St. Ives
- Kelly Divine
- Kendra Lust
- Kinuski Kakku
- Kissa Sins
- Kristina Rose
- Leigh Raven (es)
- London Keyes
- Luscious López
- Maddy O'Reilly
- Marica Hase
- Melissa Moore
- Nickey Huntsman (es)
- Nika Noire (fy)
- Phoenix Marie
- Puma Swede
- Quinn Wilde (es)
- Raylene
- RayVeness
- Riley Nixon
- Riley Reid
- Roxy Raye (es)
- Sara Luvv
- Sheena Shaw
- Shyla Stylez
- Sinn Sage
- Stella Cox
- Syren De Mer
- Tanya Tate
- Tara Lynn Foxx
- Valentina Nappi
- Vanessa Veracruz
- Venus Lux
- Veronica Avluv
- Whitney Westgate
- Yasmin Scott (es)
- Yhivi (es)
- Zoey Holloway
- Zoey Monroe (es)